# Carlos Prast y Julián
Carlos Prast y Julián (Vivel del Río, Teruel, 3 de noviembre de 1830 - Madrid, 17 de septiembre de 1904) fue un comerciante y político español del siglo XIX. 

## Biografía
Carlos Prast y Julián nació en Vivel del Río, Teruel el 3 de noviembre de 1830. Decidió trasladarse a Madrid con 13 años en el año 1843. Fue el fundador, junto a su hermano Eugenio, de la confitería de Carlos Prast y de los ultramarinos del mismo nombre, en la calle del Arenal, 8 en Madrid. Fue presidente del Círculo de la Unión Mercantil y Industrial de Madrid, Diputado provincial por Madrid de 1876 a 1881 y dos veces diputado a Cortes. Fue también presidente del Centro de Instrucción Comercial.
Dotó de escuelas a los pueblos de Santa Cruz de Alhama, Alcaucer, Canillas y su pueblo natal, Vivel del Río .
Sus hijos Carlos Prast y Rodríguez de Llano, Antonio y Manuel continuaron con la labor de su padre.
Falleció en Madrid el 17 de septiembre de 1904.
Santa Cruz del Comercio tiene intitulada una calle a Carlos Prast y Julián, presidente de la Cámara de Comercio de Madrid en el 1884 y presidente del Círculo de la Unión Mercantil y Industrial de Madrid al iniciarse la suscripción y al empezarse su reconstrucción después del terremoto.

## Cargos desempeñados en la Administración
- Presidente de la Cámara de Comercio de Madrid.
- Presidente del Círculo de la Unión Mercantil y Industrial.
- Presidente del Centro de Instrucción Comercial.

## Distinciones honoríficas
- Caballero de Gran Cruz de la Orden de Isabel la Católica